# جری آلن
جری آلن (انگلیسی: Geri Allen; ۱۲ ژوئن ۱۹۵۷ – ۲۷ ژوئن ۲۰۱۷) نوازنده پیانو تهیه‌کننده موسیقی، و آهنگساز اهل ایالات متحده آمریکا بود. وی بین سال‌های ۱۹۸۲ تا ۲۰۱۷ میلادی فعالیت می‌کرد.
وی همچنین برندهٔ جوایزی همچون کمک‌هزینه گوگنهایم شده‌است.